# Bitwa pod Jakimowską Słobodą

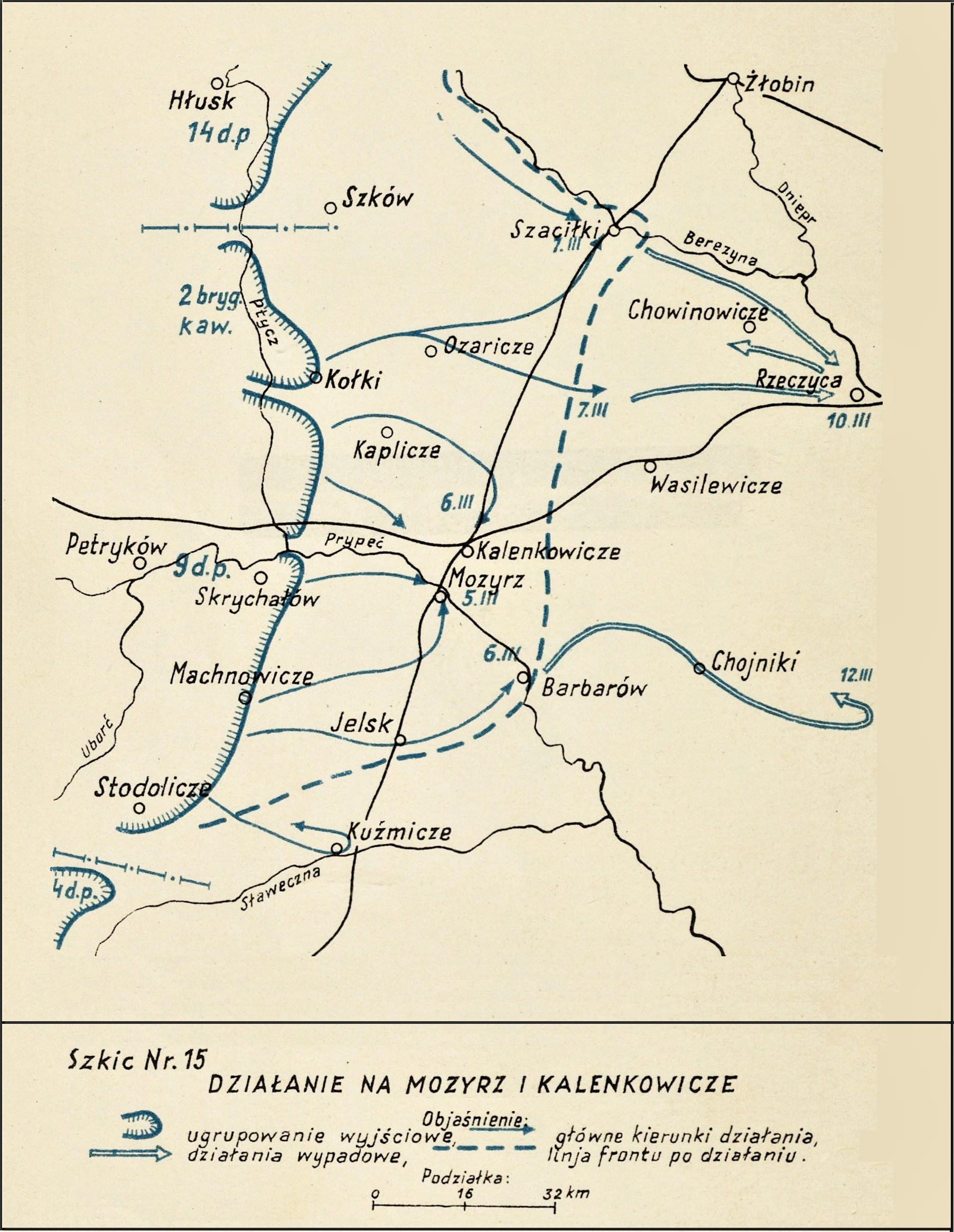
Adam Przybylski,
Wojna Polska 1918–1921

Bitwa pod Jakimowską Słobodą – walki grupy taktycznej kpt. Stanisława Siudy z 14 Wielkopolskiej Dywizji Piechoty i pododdziałów 15 pułku piechoty z pięcioma sowieckimi pułkami 17 Dywizji Strzelców i 56 Dywizji Strzelców toczone w okresie wojny polsko-bolszewickiej.

## Geneza
Zimą 1919/1920 na froncie polsko-sowieckim odnotowywano tylko działania lokalne. Linia frontu była rozciągnięta od środkowej Dźwiny, wzdłuż Berezyny, Uborci, Słucza, po Dniestr. Zastój w działaniach wojennych obie strony wykorzystywały na przygotowanie się do decydujących rozstrzygnięć militarnych planowanych na wiosnę i lato 1920.
Jeszcze jesienią 1919 ówczesny dowódca 9 Dywizji Piechoty płk Władysław Sikorski zaproponował uderzenie na Mozyrz i Kalinkowicze. Jego zdaniem opanowanie tych miejscowości przerwałoby linię kolejową Piotrogród–Orsza–Żłobin–Kalinkowicze–Żmerynka, która łączyła trzy fronty sowieckie: Północny (estoński i łotewski), Zachodni (polski) i Południowy (skierowany przeciw Denikinowi), a wojskom polskim umożliwiłoby wyjście z błot poleskich i umocnienie się na suchym terenie „półwyspu” mozyrskiego. Do tej koncepcji wrócono na początku roku 1920. Naczelny Wódz Józef Piłsudski wydał 26 lutego 1920 rozkaz skierowany do dowódcy Grupy Poleskiej płk. Władysława Sikorskiego uderzenia na Mozyrz i Kalinkowicze.

## Walczące wojska
| Jednostka                        | Dowódca                  | Podporządkowanie      |
| Wojsko Polskie                   |                          |                       |
| 14 Dywizja Piechoty              | gen. Daniel Konarzewski  | 4 Armia               |
| ⇒ 56 pułk piechoty               | kpt. Łęgowski            | 14 Dywizja Piechoty   |
| → III/56 pułku piechoty          | kpt. Stanisław Siuda     | grupa kpt. Siudy      |
| ― 9 kompania                     | ppor. Żarna              | grupa kpt. Siudy      |
| ― 10 kompania                    | sierż. Antoni Piosik †   | grupa kpt. Siudy      |
| — 12 kompania                    | ppor. Marian Zaremba †   | grupa kpt. Siudy      |
| → II/56 pułku piechoty           |                          | grupa kpt. Siudy      |
| — 7 kompania                     | ppor. Kabsch             | grupa kpt. Siudy      |
| → 4/32 pułku piechoty            | por. Edward Lewiński     | grupa kpt. Siudy      |
| → szwadron 15 pułku ułanów       |                          | grupa kpt. Siudy      |
| → 3/3 pułku ułanów               |                          | pododdziały 15 pp     |
| ⇒ 15 pułk piechoty               | mjr Józef Wolf           | pododdziały 15 pp     |
| → I/15 pułku piechoty            | kpt. Robert Zawadzki     | pododdziały 15 pp     |
| — 3/15 pułku piechoty            | ppor. Władysław Suwalski | pododdziały 15 pp     |
| — 4/15 pułku piechoty            | ppor. Stefan Przygoda    | pododdziały 15 pp     |
| — 1km/15 pułku piechoty          | ppor. Eugeniusz Małecki  | pododdziały 15 pp     |
| → II/15 pułku piechoty           |                          | pododdziały 15 pp     |
| — 5/15 pułku piechoty            |                          | pododdziały 15 pp     |
| — 6/15 pułku piechoty            |                          | pododdziały 15 pp     |
| — 4 km/15 pułku piechoty         | ppor. Feliks Leszczyński | pododdziały 15 pp     |
| — kompania techniczna 15 pp      | ppor. Józef Świątkowski  | pododdziały 15 pp     |
| ⇒ 14 pułk artylerii polowej      |                          |                       |
| → 9 bateria                      | por. Jan Pałubicki       | grupa kpt. Siudy      |
| → 7 bateria                      | por Kuśnierek            | grupa kpt. Siudy      |
| 1/1 pułku artylerii górskiej     | por. Kazimierz Stefczyk  |                       |
| Armia Czerwona                   |                          |                       |
| ⇒ 17 Dywizja Strzelców           |                          | 16 Armia              |
| → 145., 146., 147 pułk strzelców |                          | 49 Brygada Strzelców  |
| ⇒ 56 Dywizja Strzelców           | I.I. Muchtorow           | 15 Armia              |
| → 496 i 497 pułk strzelców       |                          | 166 Brygada Strzelców |

## Walki pod Jakimowską Słobodą
W dniach od 4 do 6 marca 1920 na froncie litewsko-białoruskim wojska polskie prowadziły operację mozyrską. 6 marca 9 Dywizja Piechoty opanowała linię kolejową Kalenkowicze – Szaciłki, podjęła działania wzdłuż prawego brzegu Berezyny i zajęła Jakimowską Słobodę. Tym samym nawiązana została łączność z oddziałami 14 Wielkopolskiej Dywizji Piechoty gen. Daniela Konarzewskiego. Cel operacji został osiągnięty.
16 marca Sowieci wyprowadzili kontratak. Uderzyli w rejonie obrony polskiego15 pułku piechoty, wyparli ze stanowisk nad jeziorem Świed 6/15 pp i opanowali Jakimowską Słobodę oraz Szaciłki. Nocą z 16 na 17 marca gen. Daniel Konarzewski skierował na zagrożony odcinek, wzmocniony 9 baterią 14 pułku artylerii polowej, III batalion 56 pułku piechoty kpt. Stanisława Siudy. „Grupa wielkopolska” liczyła około 450 żołnierzy, 4 działa i 10 ckm-ów.
O świcie polski batalion, z będącą w styczności 5/12 pp, wyrzucił z Szaciłek sowiecki 146 i 147 pułk strzelców. Natarcie wzmocniły też uderzeniem z południa inne pododdziały: kompania techniczna ppor. Józefa Świątkowskiego, wspierana ogniem 4 kompanii karabinów maszynowych ppor. Feliksa Leszczyńskiego z 15 pp, oraz 3 szwadron 3 pułku ułanów. W odpowiedzi, dowództwo sowieckiej 57 Dywizji Strzelców przerzuciło po kładkach na prawy brzeg Berezyny 496 i 497 pułk strzelców. Wzmocniły one obronę 145 pułku strzelców pod Jakimowską Słobodą. W ten rejon wycofywały się też wyparte z Szaciłek 146 i 147 pułk strzelców. W ten sposób obrona w rejonie Jakimowskiej Słobody składała się z pięciu pułków, co dawało około 2500 ludzi, wspieranych przez cztery baterie artylerii rozmieszczone na lewym brzegu Berezyny.

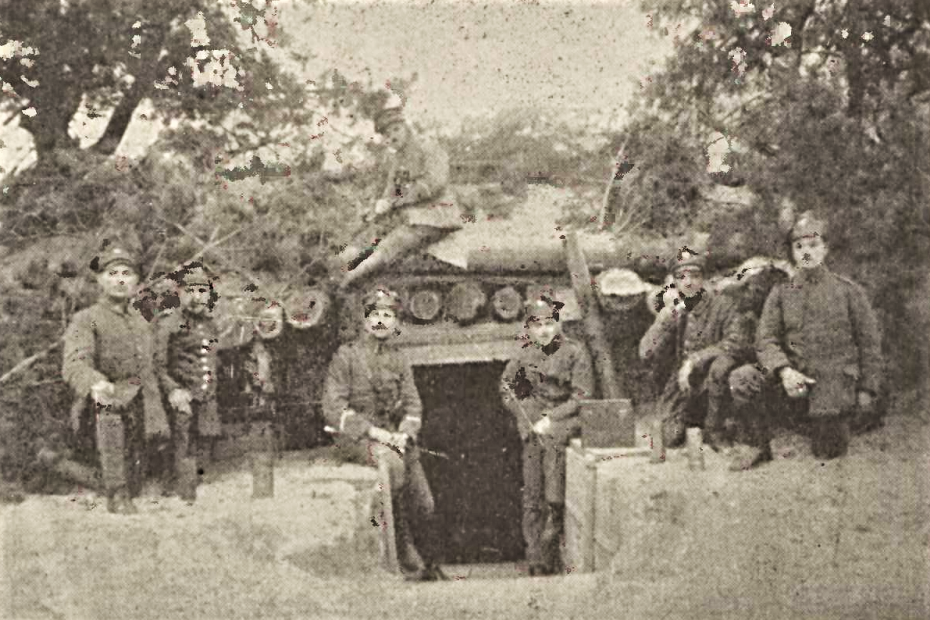
Stanowisko bojowe d-cy 6/56 pp Wlkp. pod Jakimowską Słobodą

Będące w pościgu kompanie kpt. Siudy zostały pod Jakimowską Słobodą zatrzymane gwałtownym ogniem broni maszynowej oraz artylerii. Jednocześnie Sowieci rozpoczęli kontratak. W walce obie strony ponosiły znaczne straty. Dowódca 14 Dywizji Piechoty gen. Daniel Konarzewski nakazał skierować w rejon walk II/56 pułku piechoty. Jednak ze względu na odległość, mógł on wspomóc walczący batalion dopiero za kilka godzin. Kapitan Siuda, nie czekając na przybycie II/56 pułku piechoty, rzucił do natarcia wszystkie siły doraźnie utworzonej grupy. Salwy dwóch baterii artylerii, połączone z energicznym atakiem spowodowały, że Sowieci, mimo wyraźnej przewagi liczebnej, nie przyjęli walki na bagnety i rozpoczęli odwrót w kierunku Jakimowskiej Słobody.
Około 15.30 w rejon walki przybył I batalion 15 pp kpt. Roberta Zawadzkiego w sile około 200 „bagnetów” i uderzył na nieprzyjaciela broniącego się w Słobodzie Jakimowskiej od południa. Na prawo od niego rozwinął się szwadron 3 pułku ułanów. Szybko posuwająca się 4 kompania ppor. Stefana Przegrody ściągnęła na siebie ogień kilkunastu karabinów maszynowych i sowieckiej artylerii, czym znacznie odciążyła oddziały nacierające od niej na lewo. Ogień flankowy karabinów maszynowych I/15 pp i 4 kompanii karabinów maszynowych wspierającej natarcie kompanii technicznej spowodował, że sowieckie gniazda km zamilkły, a 4 kompania mogła wznowić natarcie. Powodzenie 4 kompanii wykorzystała 3 kompania ppor. Władysława Suwalskiego. Jej lewoskrzydłowy pluton, dowodzony przez pchor. Piotra Nowosielskiego, uderzył na stanowiska ogniowe sowieckich karabinów maszynowych. W ślad za nim uderzyły pozostałe plutony, nad którymi dowództwo samorzutnie objęli dowódca kompanii karabinów maszynowych, ppor. Eugeniusz Małecki i dowódca plutonu karabinów maszynowych ppor. Władysław Kucharski. W walce wręcz pokonano nieprzyjaciela, a następnie odparto dwa jego silne kontrataki i w pościgu zepchnięto czerwonoarmistów do Berezyny. Przeciwnik, napierany jednocześnie przez kompanie 15 pp i działającą od zachodu „grupę wielkopolską” kpt. Stanisława Siudy, rozpoczął bezładny odwrót.
Polacy przeszli do pościgu połączonego z manewrem obejścia, a artylerzyści zniszczyli kładki na Berezynie. Spowodowało to panikę w szeregach czerwonoarmistów i sowieckie pułki rozproszyły się w okolicznych lasach lub, przyparte do rzeki, złożyły broń.

## Bilans walk
Polacy pod Jakimowską Słobodą odnieśli spektakularne zwycięstwo. Dowództwo sowieckie zaniechało na kilkanaście dni akcji zaczepnych na tym odcinku frontu. Straty polskie to 36 poległych i 114 rannych; sowieckie około 600 poległych, około 900 jeńców, 46 ckm-ów.